# Jon Daly
Jonathan Marvin Daly (Dublin, 8 januari 1983) is een vroegere  Iers voetballer die coach werd.
Daly begon zijn senior carrière in Engeland, waar hij speelde voor Stockport County en Hartlepool United. Hij was ook op huurbasis bij Bury en Grimsby Town. Daly stapte in 2007 over naar het Schotse voetbal, toen hij tekende voor Dundee United. Daly bracht meer dan zes jaar door bij de club, werd uiteindelijk aanvoerder en won de Scottish Cup in 2010. Hij tekende in 2013 voor Rangers en won de League One titel in zijn eerste seizoen. Hij werd beschreven als de eerste Ierse katholieke die zich bij Rangers voegde, een team met een protestantse identiteit.
Uitgebracht door Rangers in 2015, beëindigde hij zijn spelerscarrière bij Raith Rovers en ging in januari 2016 met pensioen. Hij werd coach bij Heart of Midlothian, waar hij interim was twee keer beheerder. Nadat hij Hearts had verlaten, verhuisde Daly naar Finland om assistent-manager te worden voor Turun Palloseura. Hij is twee keer opgenomen in de PFA Scotland Team of the Year-awards voor de Scottish Premier League in 2012 en Scottish League One in 2014. In het internationale voetbal vertegenwoordigde Daly de Iers voetbalelftal op alle jeugdniveaus tot aan het team onder de 21.

## Club carrière

### Stockport County
Geboren in Dublin, Ierland, begon Daly zijn voetbalcarrière bij de Ierse amateurclub Cherry Orchard, voordat hij op vijftienjarige leeftijd tekende voor Stockport County mei 1998. When Daly first started at the club, he made an immediate impact scoring regularly for the youth and reserve team. Op 2 oktober 1999 maakte Daly vervolgens zijn professionele voetbaldebuut tegen Walsall en werd hij de op één na jongste speler van Stockport County toen hij van de bank kwam, in een 2-1 overwinning. Hij speelde vervolgens drie wedstrijden voor de club, die allemaal opkwamen als vervanger in het seizoen 1999-00.
Daly begon indruk te maken op manager Andy Kilner tijdens de pre-season tour van Stockport City door Scandinavië. Na een invaller tegen Landskrona BoIS, maakte hij indruk op Kilner en kreeg de jongeling een start toegewezen tegen Kristianstads, waarin hij zijn eerste senior doelpunt scoorde na het "lobben" van de Kristianstad-keeper. In de volgende twee seizoenen verscheen Daly vijf keer in het eerste elftal. Op 30 oktober 2001 maakte hij zijn eerste elftal terugkeer in meer dan een jaar, komen op als een 78e minuut vervanger, in een 2-0 verloren tegen Walsall. Op 16 januari 2002 scoorde Daly zijn eerste senior doelpunt in zijn professionele carrière tegen Bolton Wanderers in de FA Cup, want de club verloor met 4-1. Kort daarna kreeg hij een schorsing van vier wedstrijden voor een "onprofessioneel gedrag" tijdens de wedstrijd voor het reserveteam van Stockport City. Op 26 februari 2002 keerde Daly na een schorsing terug naar het eerste elftal, waarmee hij de hele wedstrijd begon, in een met 3-1 verloren wedstrijd tegen Grimsby Town. Op 9 maart 2002 werd hij echter in de 64e minuut van het veld gestuurd wegens elleboogstoot tegen Mitchell Thomas, in een 2-0 nederlaag tegen Burnley. Op 16 maart 2002 scoorde Daly bij zijn terugkeer van een schorsing van één wedstrijd na een succesvol beroep, in een 3-1 verloren tegen Wimbledon, resulterend in de degradatie van Stockport County. Aan het einde van het seizoen 2001-02 speelde Daly veertien optredens en scoorde hij twee keer in alle competities.
Aan het begin van het seizoen 2002-03 werd Daly door de BBC Sport beschouwd als een van de meest veelbelovende spitsen van Divisie 2. Hij begon regelmatiger te spelen in het eerste elftal van Stockport County en vormde een opvallende samenwerking met Aaron Wilbraham. Op 1 oktober 2002 scoorde Daly zijn eerste doelpunt van het seizoen voor Stockport County, in een 2-1 nederlaag tegen Gillingham. Hij voegde nog twee doelpunten toe aan het einde van oktober en scoorde tegen Luton Town en Crewe Alexandra. Daly scoorde vervolgens twee doelpunten in twee competitiewedstrijden tussen 8 februari 2003 en 15 februari 2003 tegen Cheltenham Town en Oldham Athletic. Op 12 april 2003 scoorde hij een winnend doelpunt uit een penalty, in een 2-1 overwinning tegen Plymouth Argyle en werd hij uitgeroepen tot het Nationwide Tweede Divisie Team van de Week. Ondanks dat hij vanwege blessures aan de kant werd gezet, beëindigde Daly zijn seizoen 2002-03 en speelde hij in 35 van de 46 competitiewedstrijden van Stockport en scoorde hij zeven doelpunten.
Voorafgaand aan het seizoen 2003-04 kreeg Daly een bizar ongeluk toen hij "uit een golfbuggy stapte op een stuk hout op de golfbaan". Maar Daly herstelde snel. Tijdens dit seizoen besloot de manager van Stockport, Carlton Palmer, om geen keeper op de bank te benoemen en onthulde hij dat hij van plan was Daly in het net te gebruiken als hun keeper van het veld zou worden gestuurd of gewond zou raken. Dit gebeurde echter nooit en hij verscheen nooit in het net. Daly bleef een opvallende samenwerking vormen met Wilbraham, maar hij worstelde om regelmatig doelpunten te maken in de eerste helft van het seizoen, Daly bleef vervolgens weg van het eerste team van Stockport County vanwege zijn internationale inzet, evenals zijn eigen blessurezorg en schorsing. Op 30 september 2003 kwam hij op als een 71e minuut vervanger, alleen voor hem om een rechte rode kaart 11 minuten later te ontvangen, in een 2-0 verloren tegen Oldham Athletic. Op 28 februari 2004 keerde Daly terug naar de basis na zijn terugroepactie van een op huurbasis bij Bury, in een 1-1 gelijkspel tegen Brighton & Hove Albion. Sinds hij terugkeerde naar de club, herwon hij zijn en Wilbraham eerste teamplaats en vormde hij een opvallende samenwerking met Rickie Lambert en Wilbraham. Op 16 maart 2004 scoorde Daly vervolgens zijn eerste doelpunt van het seizoen voor de club, in een 2-2 gelijkspel tegen Hartlepool United. Op 1 mei 2004 hielp hij Stockport County om degradatie in de Tweede Klasse te voorkomen na een nederlaag Bournemouth 2–0. Aan het einde van het seizoen 2003-04 speelde Daly zevenentwintig optredens en scoorde hij drie keer in alle competities.
Aan het begin van het seizoen 2004-05 liep Daly echter een knieblessure op waardoor hij in de eerste twee competitiewedstrijden buitenspel stond. Op 21 augustus 2004 keerde hij terug van een blessure en kwam op als een 79e minuut vervanger, in een 1-0 verloren tegen Bradford City. Zijn terugkeer was echter van korte duur toen Daly een ziekte kreeg waardoor hij twee wedstrijden moest missen. Op 25 september 2004 keerde hij terug van zijn ziekte en kwam op als een late vervanger, in een 0-0 gelijkspel tegen Hull City. Daly scoorde zijn eerste doelpunt van het seizoen, in een vervolgwedstrijd te winnen tegen Bury in de eerste ronde van de EFL Trophy. Kort nadat zijn huurperiode bij Grimsby Town ten einde liep en een schorsing van drie wedstrijden moest ondergaan, keerde hij terug naar het eerste team van Stockport County tegen Swansea City in de tweede ronde van de FA Cup en hielp de club 0-0 gelijk te trekken om een replay te verdienen. Tegen het einde van december scoorde Daly drie keer voor Stockport County, waaronder een brace tegen Milton Keynes Dons op 18 december 2004. Sinds hij terugkeerde naar het eerste team, ontving Daly een run in het eerste team voor de club totdat hij Stockport County verliet in februari 2005. Tegen de tijd dat Daly de club verliet, maakte Daly achttien optredens en scoorde hij vier keer in alle competities.

#### Leningspreuken van Stockport County
In januari 2004 trad Daly toegetreden tot Bury op lening van een maand. Op 3 januari 2004 maakte hij zijn debuut voor de club, waarmee hij de hele wedstrijd begon, in een 2-1 verloren tegen Lincoln City. In een vervolgwedstrijd tegen Swansea City scoorde Daly zijn eerste doelpunt voor Bury, in een 2-0 overwinning. Hij werd toen een eerste team regelmatig voor de club, te beginnen in de volgende vijf wedstrijden. Onderweg werd Daly's op huurbasis bij Bury met nog een maand verlengd. Op 21 februari 2004 kreeg hij een rode kaart voor een tweede te boeken overtreding, in een 1-1 gelijkspel tegen Oxford United, in wat zijn laatste optreden voor de club blijkt te zijn. Kort daarna riep de manager van Stockport County, Sammy McIlroy, Daly terug naar zijn ouderclub. Tegen de tijd dat hij terugkeerde naar zijn ouderclub, maakte Daly zeven optredens en scoorde hij eenmaal in alle competities voor Bury.
Op 23 oktober 2004 werd Daly uitgeleend aan Grimsby Town voor een maand. Op dezelfde dag scoorde hij bij zijn debuut voor de club tegen Chester City, in een met 2-1 verloren. Op 6 november 2004 werd Daly echter in de 37e minuut van het veld gestuurd omdat hij Ian Baraclough een elleboogstoot had gegeven, in een 2-0 verloren tegen Scunthorpe United, in wat zijn laatste verschijning voor Grimsby Town. Kort daarna keerde hij terug naar Stockport County.

### Hartlepool United
Op 4 februari 2005 tekende Daly voor Hartlepool United voor een niet nader genoemd bedrag, waarvan werd aangenomen dat het £30,000 waard was. Toen hij bij de club kwam, vond hij dat het het juiste moment was om Stockport County te verlaten. Op15 februari 2005, Daly maakte zijn Hartlepool United debuut, het starten van een wedstrijd en speelde 74 minuten voordat hij werd vervangen, in een 3-2 verloren tegen Luton Town. Sinds hij bij de club kwam, concurreerde hij in een spitspositie met Joel Porter, Eifion Williams en Adam Boyd. Tijdens de laatste wedstrijd van het seizoen tegen Bournemouth, Daly scoorde zijn eerste doelpunt voor Hartlepool United en de wedstrijd eindigde in een 2-2 gelijkspel, waardoor de club meer verdiende play-off plek. Hij speelde in beide legs van de halve finale play-offs tegen Tranmere Rovers en hielp Hartlepool United de finale te bereiken nadat de club met 6-5 had gewonnen in een penaltyserie na een 2-2 gelijkspel in 120 minuten. In de finale van de play-offs van Football League One tegen Sheffield Wednesday, kwam Daly's belangrijkste doelpunt tegen het team van de tegenstander toen hij scoorde met zijn eerste treffer nadat hij als invaller was ingezet om Hartlepool United op voorsprong te zetten , maar de club zou die wedstrijd later verliezen, hoewel het doelpunt herinnerd zal worden als het doelpunt dat hen bijna naar het Football League Championship stuurde. Aan het einde van het seizoen 2004-05 speelde Daly twaalf optredens en scoorde hij twee keer in alle competities.
Voorafgaand aan het seizoen 2005-06 merkte Daly dat hij streden om de plaats van het eerste team in de spitspositie nadat Hartlepool United nieuwe aankopen had gedaan. Op 13 augustus 2005 scoorde hij zijn eerste doelpunt van het seizoen, in een 1-0 overwinning tegen Doncaster Rovers. Daly liep echter een heupblessure op waardoor hij twee wedstrijden moest missen. Op 1 oktober 2005, hij keerde terug naar de start line-up van een blessure, in een 1-0 overwinning tegenBristol City. Sinds hij terugkeerde naar het eerste team van een blessure, vond Daly zijn speeltijd, afkomstig van de vervangende bank en worstelde hij om een plek in het eerste team vast te houden, samen met zijn scoreformulier. Tegen de tijd dat hij in maart werd uitgeleend aan Bury, speelde Daly drieëndertig wedstrijden en scoorde hij vier keer in alle competities.
Daly verscheen eenmaal voor Hartlepool United in de openingswedstrijd van het seizoen 2006-07, maar hij werd de hele augustus buitenspel gezet vanwege het strijden voor de eerste teamplaats in de spitspositie. Op 1 september 2006 scoorde Daly een winnend doelpunt bij zijn terugkeer uit een blessure, in een 2-1 overwinning tegen Boston United. Hierna herwon hij zijn eerste teamplaats en speelde hij op de spitspositie. Daly verstevigde zijn plaats in de recordboeken van de club met een opmerkelijke reeks van zeven doelpunten in een week (drie wedstrijden), waaronder zijn eerste Hattrick van zijn professionele carrière tegen Wrexham op 30 september 2006. Voor zijn optreden werd hij in september uitgeroepen tot League Papers-speler van de maand. Op 20 oktober 2006 werd Daly in de 18e minuut van het veld gestuurd voor "een onschuldige uitdaging" op een overtreding op David Artell, in een 2-1 verloren tegen Chester City. Maar zijn schorsing werd ingetrokken nadat de lokale krant The Northern Echo meldde dat "Tyne-Tees Television verbeterde beelden van het incident had geleverd waaruit zijn onschuld bleek" en hij vrij was om te spelen in de volgende wedstrijd. Op 26 december 2006, Daly ended his three months goal drought by scoring his ninth goal of the season, in a 2–0 win against Grimsby Town. Tegen de tijd dat hij Hartlepool United in januari verliet, speelde Daly drieëntwintig wedstrijden en scoorde hij negen keer in alle competities.

#### Leningspreuken van Bury
Op 17 maart 2006 trad Daly toe Bury voor de tweede keer, uitgeleend tot het einde van het seizoen. De volgende dag jaar scoorde hij op zijn tweede debuut voor de club, in een 2-1 verloren tegen Grimsby Town. Twee weken later, op 1 april 2006, Daly scoorde het enige doelpunt van de wedstrijd, in een 1-0 overwinning tegen zijn oude club, Stockport County. Tijdens zijn tweede periode bij Bury maakte hij elf optredens en scoorde hij twee keer in alle competities. Hierna keerde Daly terug naar zijn ouderclub.

### Dundee United
Op 5 januari 2007, mocht Daly zich bij Scottish Premier League-kant Dundee United aan een contract van twee jaar voor een niet nader genoemd bedrag vervoegen.
Op 13 januari 2007 maakte hij zijn debuut voor de club, het starten van de hele wedstrijd, in een 5-0 verloren tegen Rangers. Sinds hij bij Dundee United kwam, werd Daly de eerste aanvaller van de club, maar hij worstelde om te scoren in de eerste twee maanden daar. Op 31 maart 2007 scoorde Daly zijn eerste doelpunt voor Dundee United, in een 1-1 gelijkspel tegen de titelverdediger Celtic. Na de wedstrijd werd Daly's optreden geprezen door manager Craig Levein, die hem beschreef als "onvermoeibaar vooraan en veel mensen zien niet al het werk dat hij doet." Begin mei 2007 liep Daly echter een achterste kruisband blessure op, waardoor hij ongeveer zes maanden uitgeschakeld was, waardoor hij de start van het seizoen 2007-08 miste. Aan het einde van het seizoen 2006-07 maakte hij elf optredens en scoorde hij twee keer in alle competities.
Aan het begin van het seizoen 2007-08 zegt Daly dat hij binnen zes weken terugkeert naar het eerste team van Dundee United. In oktober boekte Daly vooruitgang op zijn weg naar herstel en verscheen hij de hele maand vier keer als ongebruikte vervanger. Op 10 november 2007 maakte hij zijn eerste optreden van het seizoen tegen Kilmarnock en speelde 88 minuten voordat hij werd vervangen, in een 2-0 overwinning. In een vervolgwedstrijd liep Daly echter in de 24e minuut een enkelblessure op en werd hij gewisseld in een 2-2 gelijkspel tegen Hibernian. Na de wedstrijd was hij twee maanden out, met de verwachting van manager Levein dat zijn terugkeer in het nieuwe jaar zou plaatsvinden. Het nieuwe jaar is echter voorbij en Daly bleef herstellen van zijn blessure, waardoor zijn terugkeer uiteindelijk tot twee maanden werd uitgesteld. Op 12 maart 2008 speelde hij zijn eerste wedstrijd in vijf maanden en kwam in de 83e minuut in de plaats van Craig Conway, in een 0-0 gelijkspel tegen Celtic. Sinds hij terugkeerde van een blessure, vond Daly zijn speeltijd, kwam hij van de wisselspeler en speelde hij vaak uit positie en bleef hij de rest van het seizoen worstelen met het maken van doelpunten. Aan het einde van het seizoen 2007-08 maakte hij negen optredens in alle competities.
Voorafgaand aan het seizoen 2008-09 zei Manager Levein over de terugkeer van Daiy en zei: "hij had geen kans gehad om een reeks games samen te stellen en in het team te slapen" en "was onder de indruk van zijn fysieke dimensie voor de aanval van Dundee United", in de overtuiging dat hij "de club zou helpen vliegen wanneer het nieuwe seizoen begint." Op 26 augustus 2008 scoorde Daly zijn eerste Hattrick voor de carrière van Dundee United, in een 5-0 overwinning tegenCowdenbeath in de tweede ronde van de Scottish League Cup. Na de wedstrijd zei Daly dat hij gezworen had opnieuw een vaste waarde in het eerste team te zijn, ondanks nieuwe competities in de spitspositie. Tegen het einde van het jaar scoorde Daly nog vijf doelpunten, waaronder een brace tegen St Mirren op 29 november 2008. Hij liep echter een liesblessure op waardoor hij drie wedstrijden moest missen. Op 15 november 2008 keerde Daly terug van een blessure en kwam op als een 66e minuut vervanger, in een 2-0 verloren tegen Kilmarnock. Sinds hij terugkeerde van een blessure, ging Daly's vorm sterk achteruit doordat zijn speeltijd van de invallersbank kwam en vaak uit positie speelde, maar hij maakte verschillende starts en vormde een opvallende samenwerking met Francisco Sandaza. Op 23 december 2008 tekende Daly een contractverlenging van drie jaar bij de club, die hem tot 2012 aanhield. Op 4 april 2009 blesseerde Daly echter zowel zijn anterieure als zijn achterste kruisband nadat hij een tackle van Chris Hogg had gekregen en in de 5e minuut van de wedstrijd werd gewisseld in een 2-– 2 gelijkspel tegen Hibernian. Na de wedstrijd werd van Daly verwacht dat hij "minstens 12 maanden" uitgeschakeld zou zijn, hoewel hij later naar verwachting "binnen de helft van die tijd" zou terugkeren. In de eerste wedstrijd van Dundee United sinds zijn afwezigheid scoorde teamgenoot Conway een doelpunt in een 1-0 overwinning op Hamilton Academical op 11 april 2009 en zei dat hij zijn doelpunt opdroeg aan Daly. Aan het einde van het seizoen 2008-09 maakte hij zevenentwintig optredens en scoorde negen keer in alle competities.
In de eerste drie maanden van het seizoen 2009-10 bleef Daly herstellen van zijn blessure. In november keerde hij terug naar de training vanwege een blessure. Op 22 november 2009 maakte Daly zijn eerste optreden van het seizoen tegen Celtic toen hij in de 73e minuut inviel en een gelijkmaker scoorde, die Dundee United uiteindelijk met 2-1 won. Na de wedstrijd prees manager Levein Daly's terugkeer en zei dat hij gelukkiger was om terug te zijn en absoluut opgewonden op het veld nadat hij zeven of acht maanden out was en 30 minuten voetbal had gespeeld. Dit werd gevolgd door te scoren in een 2-2 gelijkspel tegen Motherwell. Sinds hij eind november terugkeerde naar het eerste team, merkte Daly dat hij wisselde tussen een vervangende bank en een rol in de basisopstelling, en vormde hij een opvallende samenwerking met Sandaza of David Goodwillie. Zijn doelpuntenpatroon werd in januari voortgezet toen hij vijf doelpunten scoorde in drie competitiewedstrijden, waaronder een hattrick overwinning tegen Falkirk op 24 januari 2010. Daly voegde tussen 20 maart 2010 en 18 april 2010 nog eens zes doelpunten toe in vier competities, waaronder twee keer scoren tegen Aberdeen en Motherwell. Nadat hij de club had geholpen Raith Rovers te verslaan in the semi–finals of the Scottish Cup om de finale te bereiken, hij merkte op over het doel van Dundee United is door het toernooi te winnen om de club te kwalificeren voor de UEFA Europa League volgend seizoen. In de finale tegen Ross County begon Daly de hele wedstrijd toen hij Dundee United hielp met 3-0 te winnen om het toernooi te winnen, waarmee hij zijn doel voor de club bereikte zoals beloofd. Aan het einde van het seizoen 2009-10, Daly eindigde het seizoen als topscorer van Dundee United met dertien goals in negenentwintig optredens in alle competities.
Dundee United-manager Peter Houston benoemde vervolgens Daly als de nieuwe aanvoerder van Dundee United voor het seizoen 2010-11. In de openingswedstrijd van het seizoen scoorde hij zijn eerste doelpunt van het seizoen, in een 1-1 gelijkspel tegen St Mirren. Daly maakte zijn Europese debuut en begon de hele wedstrijd als aanvoerder, want de club verloor met 1-0 van het Griekse AEK Athene in de heenwedstrijd van de wedstrijd UEFA Europa League ronde spleen. In de terugwedstrijd scoorde hij zijn eerste Europese doelpunt met een gelijkmaker, in een 1-1 gelijkspel, maar het was niet genoeg voor Dundee United, want de club verloor in totaal met 2-1. Daly zei dat hoewel zijn doelpunt de Europese campagne van Dundee United niet kon redden die de club in de groepsfase had kunnen zien spelen, hij vond dat hun prestaties veel beter hadden moeten zijn. Op 17 oktober 2010 liep Daly een hoofdwond op waardoor "hij in een plas bloed lag en hechtingen werden aangebracht in een snee van 15 cm boven een pijnlijk blauw oog", maar hij bleef de hele wedstrijd doorspelen, in een verloren 2- 1 tegen Celtic. Op 29 december 2010 speelde Daly voor het eerst in een centrale verdedigerpositie na de blessure van de eerste keus centrale verdediger Garry Kenneth, en hielp Dundee United met een 2-2 gelijkspel tegen Hibernian. Op 22 januari 2011 kreeg hij echter in de 65e minuut een rode kaart toen hij "met zijn elleboog leidde in een luchtgevecht met Conor Sammon", in een 1-1 gelijkspel tegen Kilmarnock. Op 30 januari 2011 scoorde Daly bij zijn terugkeer van een schorsing van één wedstrijd, in een 3-0 overwinning tegen Hibernian. Dit werd gevolgd door te scoren in een 3-1 overwinning tegen Hamilton Academical in de laatste 16 van de Scottish Cup. Zijn terugkeer was echter van korte duur toen hij een hernia-blessure opliep die verwachtte dat hij tot april aan de kant zou staan. Op 10 maart 2011 keerde Daly terug van een blessure, kwam in de 74e minuut op als invaller en scoorde op het laatste moment een winnaar in een 2-1 overwinning tegen Hamilton Academical. Hij hervatte ook het spelen op een centrale verdedigerpositie voor de rest van het seizoen. Hij scoorde nog vier doelpunten in de laatste drie resterende wedstrijden van het seizoen, waaronder een hattrick-overwinning tegen Motherwell. Ondanks de andere zorgen over blessures waarmee Daly het hele seizoen te maken had, hij bleef een opvallende samenwerking aangaan met Goodwillie en behield zijn leiderschap als kapitein. Aan het einde van het seizoen 2010-11 speelde Daly achtendertig optredens en scoorde hij twaalf keer in alle competities.
Aan het begin van het seizoen 2011/12 gaf Daly een assist voor Goodwillie voordat hij zijn eerste doelpunt van het seizoen scoorde, vanaf de penaltystip, toen Dundee United met 3-2 won van de Poolse kant Śląsk Wrocław in de UEFA Europa League Tweede voorronde, maar de club werd uitgeschakeld door uitdoelpunten. In de eerste twee competitiewedstrijden scoorde Daly twee doelpunten tegen Heart of Midlothian en St Mirren. Op 8 augustus 2011 tekende hij een contractverlenging bij Dundee United, dat hem aanhield tot 2013. Daly liep echter een knieblessure op en zou naar verwachting een maand buiten strijd zijn, maar drie weken later keerde hij terug naar volledige training. Daly scoorde vijf doelpunten in alle competities tussen 17 september 2011 en 1 oktober 2011, waaronder een brace tegen Hibernian. Sinds hij terugkeerde van een blessure, bleef hij een opvallende samenwerking aangaan met Johnny Russell, en behield hij ook zijn leiderschap als aanvoerder van de club. Daly scoorde tussen 24 december 2011 en 2 januari 2012 nog eens vier doelpunten in de competitie, waaronder een brace tegen Hibernian en zijn 50e doelpunt voor Dundee United tegen Aberdeen. Hij voegde nog drie goals toe in februari en scoorde tegen St. Johnstone, Kilmarnock en Hearts. Daly's continue doelpunten vorm in maart leverde hem de Scottish Premier League's Player of the Month award voor maart op, waarin hij zijn vorm beschreef als "de beste vorm van zijn carrière" bij de club. Kort na het winnen van de Speler van de Maand-prijs werd Daly genomineerd voor de PFA Schotland-prijs voor speler van het jaar, maar hij verloor van Charlie Mulgrew. Toch was Daly PFA Scotland SPL Team of the Year. In de laatste wedstrijd van het seizoen tegen Motherwell scoorde hij zijn 22e doelpunt van het seizoen, in een 2-0 overwinning, waarmee hij het seizoen afsloot als topscorer van Dundee United. Nadat hij een cruciaal onderdeel van het team was geworden en zichzelf gedurende het seizoen 2011-12 de aanvoerder van de club had verworven, speelde Daly drieënveertig wedstrijden en scoorde hij tweeëntwintig doelpunten in alle competities.
Aan het begin van het seizoen 2012-13 gaf Daly een assist voor Keith Watson in de UEFA Europa League-kwalificatiewedstrijd in de derde ronde, tegen Dinamo Moskou, in een 2-2 gelijkspel. Hij was echter niet in staat om Dundee United te helpen het tekort in de terugwedstrijd omver te werpen, aangezien de club met 5-0 verloor en hen uit het toernooi elimineerde als gevolg van een 7-2 verloren op aggregaat. Daly started the season well when he scored two goals throughout augustus against Hibernian and Kilmarnock. Op 1 september 2012, echter, Daly liep een knieblessure en werd vervangen in de 57e minuut, in een 0-0 gelijkspel tegen St. Johnstone. Op 22 september 2012 keerde hij terug naar het eerste elftal van een afwezigheid van twee weken na een knieblessure, komt op als een 58e minuut vervanger, in een 3-0 verlies tegen Hearts. Na zijn terugkeer van een blessure bleef Daly een opvallende samenwerking aangaan met Johnny Russell en behield hij zijn leiderschap als aanvoerder van Dundee United. Daly begon ook te spelen als centrale verdediger en speelde drie keer in oktober toen hij werd gevraagd om te dekken door manager Houston na een tekort aan centrale verdedigers. Daly speelde later in het seizoen twee keer achter elkaar twee keer op de centrale verdediger. Later scoorde hij tegen het einde van het jaar negen doelpunten in alle competities, waaronder drie braces tegen Kilmarnock, Stranraer en Inverness Caledonian Thistle. Daly gaf Russell een dubbele assist voordat hij een doelpunt voor zichzelf scoorde, in een 3-0 overwinning tegen Rangers in de vijfde ronde van de Scottish Cup. Daly scoorde in april nog drie doelpunten, waaronder een brace tegen Celtic in de halve finale van de Scottish Cup. Ondanks dat hij later in het seizoen 2012-13 nog drie keer geblesseerd was, speelde hij vierenveertig keer en scoorde vijftien keer in alle competities en eindigde als tweede topscorer van de club achter Johnny Russell.
In het laatste jaar van zijn contract kondigde Daly aan dat hij Dundee United aan het einde van het seizoen zou verlaten, waarmee hij een einde maakte aan zijn zesjarige periode bij de club. Als gevolg hiervan werd hij in verband gebracht met een verhuizing naar Football League Two-kant Fleetwood Town. Op 19 mei 2013 werd Daly's vertrek uit Dundee United bevestigd toen hij een overeenkomst voor twee jaar bereikte met Rangers.

### Rangers
Op 24 mei 2013 stemde Daly ermee in om zich gratis bij Rangers aan te sluiten zodra het transferverbod van de club op 1 september 2013 was opgeheven. Op 4 maart 2013 kondigde Rangers aan dat ze een stap zouden zetten om Daly te tekenen op een pre-contractuele deal, waarbij de manager Ally McCoist later zijn interesse om hem te ondertekenen bevestigde. De verhuizing betekende dat hij de eerste katholieke speler uit de Republiek Ierland zou worden die tekende voor Rangers. McCoist zelf zei dat hij geen probleem had met Daly's religie of geboorteplaats.
Vooruitlopend op het seizoen 2013-14 scoorde Daly zijn eerste doelpunt voor Rangers als trialist in een oefenwedstrijd tegen FC Emmen. Sinds hij bij de club kwam, vormde hij een opvallende samenwerking met Nicky Clark in het eerste elftal. Na kritiek te hebben gekregen omdat hij de eerste twee competitiewedstrijden niet had gescoord, ondanks dat hij tot september als trialist was geregistreerd, scoorde Daly zijn eerste competitieve doelpunten voor Rangers in een 6-0 overwinning op Airdrieonians op 23 augustus 2013. Op 28 september 2013 scoorde hij vier keer in een 8-0 overwinning op Stenhousemuir. Tussen 19 oktober 2013 en 25 november 2013 scoorde Daly negen doelpunten in alle competities, waaronder een hattrick in een 4-0 uitoverwinning op East Fife op 26 oktober 2013; gevolgd door het enige doelpunt te scoren in de halve finale van de Scottish Challenge Cup tegen Stenhousemuir om McCoist's eerste finale als manager veilig te stellen sinds hij het stokje overnam van Walter Smith in 2011; en een brace tegen Airdrieonians in de derde ronde van de Scottish Cup. Tussen 25 januari 2014 en 25 februari 2014 scoorde Daly vijf opeenvolgende doelpunten in vijf competitiewedstrijden, waarvan hij er elk één scoorde. Hij hielp Rangers de League One-titel te claimen en hielp de club vervolgens het hele seizoen ongeslagen een seizoen door te gaan. Ondanks dat hij in het seizoen 2013-14 vier keer niet in de basisopstelling stond, maakte hij vierenveertig optredens en vijfentwintig optredens in alle competities. Voor zijn optreden werd Daly uitgeroepen tot PFA Schotland Schots League One Team van het Jaar. Daly was ook genomineerd voor de PFA Scotland League One-prijs voor speler van het jaar, maar hij verloor van Lee Wallace.
Aan het begin van het seizoen 2014-15 was Daly echter zes weken uitgeschakeld vanwege een knieblessure waarvoor een operatie nodig was. Eind augustus herstelde hij van een knieblessure en keerde terug naar de training. Op 12 september 2014 Daly terug van een blessure, komt op als een 78e minuut vervanger, in een 4-0 overwinning tegen Raith Rovers. Sinds hij terugkeerde naar het eerste elftal vond hij echter zijn speeltijd terug, afkomstig van de wisselbank en kreeg hij te maken met nieuwe competities vanuit de spitspositie, zoals Kenny Miller en Kris Boyd. Tussen 18 oktober 2014 en 21 oktober 2014 scoorde hij drie doelpunten in twee wedstrijden in alle competities, waaronder een brace tegen Raith Rovers. Hij bleef echter drie keer geplaagd door blessures en werd uiteindelijk voor de rest van het seizoen aan de kant gezet. Aan het einde van het seizoen 2014-15 speelde Daly tweeëndertig optredens en scoorde hij vier keer in alle competities.
Op 29 mei 2015 bevestigde Daly dat hij Rangers had verlaten en een free agent was. Bij het verlaten van de club had Daly later kritiek op de nieuwe voorzitter van de club Dave King omdat hij "contractuele spelers teniet had gedaan omdat ze niet uit het Championship kwamen.

### Raith Rovers
Na zijn vrijlating door Rangers, werd Daly in verband gebracht met een terugkeer naar Dundee United en Hibernian. Hij tekende op 24 augustus 2015 een kortlopend contract bij Raith Rovers.
De volgende dag, Daly maakte zijn debuut voor de club, komen op als een 70e minuut vervanger, in een 2-1 overwinning tegen Hamilton Academical. Op 24 oktober 2015 scoorde hij zijn eerste doelpunt voor Raith Rovers, in een 2-1 verloren van Hibernian. Sinds hij bij de club kwam, werd Daly een eerste keus spits en vormde hij een opvallende samenwerking met Mark Stewart en Craig Wighton. Tegen de tijd dat hij Raith Rovers verliet, maakte Daly negentien optredens en scoorde hij eenmaal in alle competities.

## Internationale carrière
Hebben vertegenwoordigd Iers voetbalelftal starting from U14, U15 to U16, Daly kreeg zijn eerste oproep voor de Iers voetbalelftal U19 ploeg in juli 2001. Op 5 november 2001 scoorde hij tweemaal op zijn U19-debuut in het nationale team, in een 3-0 overwinning tegen Letland U19. Zijn betrokkenheid bij de nationale U19 zorgde ervoor dat Ierland U19 zich kwalificeerde voor het Europees kampioenschap voetbal onder 19 in Noorwegen, inclusief een brace tegen Kroatië U19. Zijn talent werd erkend toen hij in 2001 de Youth Player of the Year-prijs van de Republiek Ierland won.
In Mei 2002 werd Daly voor het eerst opgeroepen voor het Ierse U20-team voorafgaand aan het Toulon-toernooi. Hij speelde drie keer in het toernooi, omdat de nationale U20 in de groepsfase werd uitgeschakeld. Twee maanden later werd Daly opgeroepen voor de Ierse U19-ploeg voor de Europees kampioenschap voetbal onder 19 in Noorwegen. Op 22 juli 2002 scoorde hij tweemaal voor de U19 nationale zijde, in een 2-1 overwinning tegen België U19. Dit werd gevolgd door te scoren in een 3-2 overwinning op Engeland waarmee de Republiek Ierland U19 zich kwalificeerde voor de halve finales. Daly begon echter de hele wedstrijd in de halve finale tegen Slowakije als de U19 nationale zijde verloor met 2-1.
In maart 2002 werd Daly opgeroepen voor de Republiek Ierland U21 voor de eerste keer. Op 26 maart 2002 maakte hij zijn debuut voor de nationale beloften van de beloften, in de 70e minuut, in een 3-2 overwinning tegen Denemarken O21. Op 20 augustus 2002 Daly scoorde zijn eerste doelpunt voor de Republiek Ierland U21, in een 1-0 overwinning tegen Finland U21. Hij werd geprezen door Niall Quinn als zijn opvolger in de frontlinie van de Republiek Ierland in Niall Quinn: The Autobiography. Daly reageerde op de bewering van Quinn en zei: "Het is heel leuk als mensen zulke dingen zeggen, maar je moet ze met een korreltje zout nemen. Voor iedereen die iets goeds over je zegt, zal er iemand klaar staan om iets slechts te zeggen. " In oktober 2003 werd hij opgeroepen voor de Wereldkampioenschap voetbal onder 20 in Verenigde Arabische Emiraten. Daly ging spelen bij de FIFA Wereldkampioenschap Jeugd, spelen in twee groepswedstrijden van de Ierse U21 voordat ze in de tweede ronde uitkomen. Hierna speelde Daly zeven keer en scoorde hij eenmaal in alle competities voor de nationale beloften van de U21.
In oktober 2010 zei Daly over zijn hoop om naar de Republiek Ierland te worden geroepen team, met Anthony Stokes als voorbeeld, maar dit is nooit gebeurd.

## Leidinggevende carrière

### Heart of Midlothian
Op 4 november 2015 stemde Daly ermee in om zich bij Hearts aan te sluiten als coach van hun team onder de 20 toen zijn contract bij Raith Rovers afliep in januari 2016. Toen hij dit deed, kondigde hij zijn afscheid van het professionele voetbal aan. Daly onthulde dat hij een UEFA B-licentie heeft en van plan is zijn UEFA A-licentie het volgende jaar af te ronden. Na in januari twee wedstrijden voor Raith Rovers te hebben gespeeld, begon hij zijn baan als coach bij Hearts. Na het vertrek van Robbie Neilson werd Daly aangekondigd als gezamenlijke interim-manager van Heart of Midlothian met Andy Kirk. Het paar coachte hun eerste wedstrijd als manager van de club, in een 2-2 gelijkspel Ross County op 3 december 2016. Daly keerde terug naar zijn vorige functie nadat Ian Cathro was aangesteld als nieuwe manager van Hearts.
Daly werd op 2 augustus 2017 opnieuw geplaatst als interim-manager van het eerste team bij Hearts, na het vertrek van Ian Cathro. Nadat zijn eerste wedstrijd als interim-manager bij de club drie dagen later in een 4-1 nederlaag tegen Celtic kwam, kreeg hij kritiek op manager Brendan Rodgers nadat hij opmerkingen had gemaakt over Hearts, met betrekking tot het ontslag van Ian Cathro. Daly coachte de club nog vier wedstrijden in augustus totdat zijn voormalige manager Craig Levein in plaats daarvan de rol van manager op zich nam. Na de benoeming van Levein keerde hij terug naar zijn vorige functie. Later werd bekend dat Daly in aanmerking kwam voor de manager, maar de voorzitter van Hearts Ann Budge was terughoudend om hem te kiezen en noemde het een 'vergiftigde kelk'. Vijf maanden later reflecteerde hij later op zijn ervaring als interim-manager van de club en zei dat het een "plezierervaring" was. Daly verliet Hearts in januari 2020, kort na de benoeming van Daniel Stendel als hoofdcoach.

### TPS Turku
In oktober 2020 trad Daly toe tot TPS Turku als assistent-manager van Jonatan Johansson. Hij werd ook manager van het team onder-23. In december 2021 werd bekend dat Daly de club in onderling overleg had verlaten om om familiale redenen naar huis terug te keren.

### St. Patrick's Athletic
Op 20 december 2021 werd aangekondigd dat Daly was teruggekeerd naar Dublin om assistent-manager te worden van League of Ireland Premier Division side St Patrick's Athletic onder de nieuw benoemde manager Tim Clancy, tegen wie hij had gespeeld tijdens zijn spelerscarrière in Schotland, evenals het voltooien van zijn coachingbadges naast Clancy.

## Privéleven
Toen hij opgroeide, kende Daly Seán Dillon al sinds ze jong waren en "groeiden ze samen op in de straten van Dublin en waren ze teamgenoten bij Cherry Orchard gedurende hun tienerjaren". Ze werden herenigd toen ze in januari 2007 bij Dundee United kwamen en zes jaar teamgenoten waren bij de club. Hij groeide ook ondersteunend Manchester United.
Daly is getrouwd met Linda en heeft twee dochters. Sinds hij naar Schotland verhuisde, woonde hij bij zijn gezin. Nadat hij was aangesteld als assistent-manager van TPS Turku, verdeelde Daly zich tussen zijn tijd in Schotland en Finland en begon hij de Finse taal te leren. Hoewel hij werd beschreven als de eerste Ierse katholiek die zich bij Rangers aansloot, is Daly niet religieus en vindt hij dat de berichtgeving in de media over die overdracht overdreven was.